# Diadema Argentina
Diadema Argentina est une localité rurale argentine située dans le département d'Escalante, dans la province de Chubut.